# Братство танца
Братство танца (англ. Stomp the Yard) — молодёжная музыкальная драма 2007 года, посвящённая степу. В центре фильма находится молодой Ди Джей Уильямс, студент вымышленного Университета Блэк, который вынужден присоединиться к местному студенческому братству. В результате он оказывается втянут в противостояние между его братством и конкурирующим братством из этого же университета, причиной которого стало искусство степа. Сценарий фильма был написан Робертом Эйдитаем и Грегори Андерсоном, а режиссёрское кресло занял Сильвен Уайт. Первоначально фильм получил оригинальное название  Steppin' , однако, из-за возможной путаницы с названием фильма «Шаг вперёд» (в оригинале Step Up), название нового фильма было решено изменить.
Премьера фильма состоялась 12 января 2007 года.
В главных ролях снялись Коламбус Шорт, Миган Гуд, Даррин Хенсон, Брайан Дж. Уайт, Лаз Алонсо, Валери Петтифорд и Гарри Ленникс, а также дебютировавшие в качестве актёров R&B-исполнители Ни-Йо и Крис Браун. Фильм снимался В Атланте (штат Джорджия), на территории кампусов Колледжа Моррис Браун, Технологического института Джорджии, Колледжа Морхаус и Университета Кларка Атланты, а также в Историческом районе МАК в Декейтере (штат Джорджия).

## Сюжет
Команда Ди Джея (Коламбус Шорт) и его младшего брата Дюрона (Крис Браун) побеждает в танцевальном баттле. После этой победы команда конкурентов затевает драку, в которой погибает Дюрон.
После смерти брата мать Ди Джея отправляет его жить к дяде и тёте в Атланту. Там дядя, Нейтан Уильямс, пытается привить Ди Джею понятие дисциплины. Также Ди Джей поступает в университет Правды, где встречает Айприл Палмер (Миган Гуд), в которую немедленно влюбляется, и Рича Брауна (Ни-Йо), своего нового соседа по комнате. В университете он оказывается в гуще противостояния на почве степа между братствами «Тета Ню Тета» и «Мю Гамма Кси», когда, увидев Эйприл, перебегает сцену во время выступления членов «Мю Гамма Кси». Позже Ди Джей идёт с Ричем и его друзьями в местный клуб, где сталкивается в степ-поединке с Грантом (Даррин Хенсон), членом «Мю Гамма Кси», желая произвести впечатление на Эйприл. Оба братства признают его мастерство танцора степа, но он отклоняет предложения о членстве как от Зика (Лаз Алонсо), президента «Мю Гамма Кси», так и от Сильвестра (Брайан Дж. Уайт), президента «Тета Ню Тета».
Постепенно завязав дружеские отношения с Эйприл, Ди Джей по её совету посещает зал славы членов братств и понимает, что там много фотографий знаменитых афроамериканцев, которые были членами братств. После этого он принимает предложение Сильвестра и вступает в «Тета Ню Тета». Тем временем Эйприл рвёт отношения с Грантом из-за его шовинизма и начинает сближаться с Ди Джеем. Также Ди Джей, Рич и Ноэль (Джермейн Уильямс) выясняют, что известные движения степа несколько устарели и решают выучить новые.
Тем временем Грант натыкается на дело Ди Джея, заведённое на него после драки, и предоставляет его правлению университета. Ди Джея отстраняют, но доктор Палмер, отец Эйприл, готов отозвать отстранение, если Ди Джей перестанет встречаться с его дочерью. Ди Джей отказывается и рассказывает обо всём дяде и тёте. Они раскрывают ему, что в прошлом у них был конфликт с доктором Палмером, и тётя Ди Джея идёт к Палмеру, чтобы потребовать у него отозвать отстранение. Однако только после ссоры с Эйприл доктор соглашается.
Ди Джей присоединяется к «Тета Ню Тета» на конкурсе, однако вопреки ожиданиям, команда «Тета Ню Тета» и команда «Мю Гамма Кси» используют одни и те же шаги. Как оказалось, Грант предоставил «Мю Гамма Кси» запись с движениями Ди Джея, сделанную во время тренировки. Узнав об этом, Ди Джей показывает движения, которых не было на записи, и их команда побеждает. Эйприл выходит на сцену, чтобы обнять и поцеловать победителя.

## В ролях
| Актёр            | Роль                                   |
| ---------------- | -------------------------------------- |
| Коламбус Шорт    | Дарнел Джеймс «Ди Джей» Уильямс        |
| Миган Гуд        | Эйприл Палмер любовный интерес Ди Джея |
| Ни-Йо            | Рич Браун сосед Ди Джея по комнате     |
| Даррин Хенсон    | Грант противник Ди Джея                |
| Гарри Ленникс    | Нейтан Уильямс дядя Ди Джея            |
| Валери Петтифорд | Джеки Уильямс тётя Ди Джея             |
| Брайан Дж. Уайт  | Сильвестр президент «Тета Ню Тета»     |
| Лаз Алонсо       | Зик президент «Мю Гамма Кси»           |
| Джермейн Уильямс | Ноэль друг Рича                        |
| Крис Браун       | Дюрон младший брат Ди Джея             |
| Аллан Луис       | доктор Палмер отец Эйприл              |

## Музыка
Саундтрек к фильму, в основном выполненный в стиле хип-хоп, был выпущен лейблом Artists' Addiction Records 24 апреля 2007 года. В топе саундтреков он добрался только до 20-й строчки.
Заглавная композиция, Hall Of Fame, была написана Джейсоном Хорнсом и исполнена Tha J Squad Beat Mastaz (ASCAP) Courtesy of Tha J Squad Beat Mastaz Productionz.

## Бойкот от студенческого братства Альфа Фи Альфа
Студенческое братство Альфа Фи Альфа объявили бойкот фильму и их также поддержало женское сообщество Альфа Каппа Альфа. Причиной бойкота стал конфликт между сообществами и создателями фильма, Уильямом Пэкером и Робом Харди (оба являлись членами Альфы Фи Альфы), из-за несанкционированного использования символов сообщества в фильме. Сообщества отозвали бойкот, когда Sony Pictures и Screen Gems согласились убрать символику братств из фильма. Также Sony Pictures и Screen Gems решили внести пожертвование в проект Альфы Фи Альфы и Мемориал Мартину Лютеру Кингу.. Сцены танцевального боя между танцорами степа Альфы Фи Альфы были вырезаны из окончательной версии фильма, но их можно увидеть в обеих версиях трейлера к фильму. Несмотря на этот конфликт, в 2009 году на 103-м ежегодном сборе братства в Новом Орлеане создатели фильма были почётными гостями.

## Релиз
Снятый с использованием бюджета 13 миллионов долларов, фильм заработал 22 миллиона в первый же уик-энд, став лидером проката. В конечном итоге фильм собрал 61 миллион долларов в США и 75 миллионов по всему миру.
Все критики сошлись на мнении, что танцевальные сцены, использованные в фильме, выглядели впечатляюще, но сюжет в целом был мелодраматичным и довольно шаблонным. В целом фильм получил отрицательные отзывы, сайт Rotten Tomatoes поставил фильму всего 27 % свежести на основе 90 обзоров.
Sony Pictures также провела в поддержку фильма национальные соревнования по степу среди старших школ. Главный приз взяла North Stafford High School из Стеффорда (штат Фирджиния).

## Продолжение
После выхода фильма компания Rainforest Films объявила о создании продолжения «Братства танца» с новыми актёрами. Сиквел получил название «Братство танца: Возвращение домой» а его режиссёром стал Роб Харди. Коламбус Шорт, сыгравший главную роль в оригинальном фильме, имел непродолжительное появление в фильме в роли Ди Джея.